# Aeroporto de Catanduva
 Coordenadas : minutos ou segundos > 60
O Aeroporto de Catanduva ou Aeroporto João Caparroz localiza-se no município de Catanduva, no interior do estado de São Paulo e é um aeroporto privado. No local também está instalado o Aeroclube de Catanduva.

## Aeroporto deCatanduva/ João Caparroz
SDCD/***

### Informações do Aeroporto
- PRIV 3SW UTC-3 VFR L21, 26 561 (1841)
- 06 – L12 – (985 x 20 ASPH 15/F/C/Y/U L14,15) – L12 - 24
- CMB – PF
- RMK – (*) a. OBS ACFT em vôo de instrução próximo ao AD.
- b. OBS OBST (caixa d’água) DIST 844M THR 24, AZM 231 , ELEV 1882FT.

### Características
- Designador: 06 / 24
- Tipo de Piso: ASPH
- Resistência: 15/F/C/Y/U
- Coordenadas: 210902S/0485925W
- Categoria/Utilização: PÚBLICO
- Fuso Horário: UTC-3
- Tipo de Operação: VFR DIURNA/NOTURNA
- Distância e Direção: 3SW
- Elevação: 561M (1841FT)
- Declinação Magnética: 19,4W

### Sistemas de Luzes
- THR 06: L12 - Luzes de cabeceira
- RWY 06/24: L14 - Luzes ao longo das laterais da pista
- L15 - Luzes de pista de táxi indicando sua trajetória
- THR 24: L12 - Luzes de cabeceira

### Pista
- Dimensões (m) : 1200 x 20
- Designação da cabeceira: 06 - 24
- Tipo de Piso: asfalto

### Auxílios Operacionais
- Sinais de Eixo de Pista - Biruta - Luzes de Pista
- Sinais de Cabeceira de Pista - Sinais Indicadores de Pista
- Sinais de Guia de Táxi - Luzes de Táxi - Luzes de Cabeceira
- Luzes de Obstáculos - Iluminação de Pátio
- Farol Rotativo
- Apoio de Rádio escuta na Freqüência Livre 123,45 MHz

### Serviços
- Hangares: 3
- Restaurante: Aeropoint Churrascaria
- Telefone Público
- Ponto de táxi
- Área para Público
- Ônibus Urbano

### Luzes do Aeródromo
- L21 – Farol rotativo de aeródromo
- L26 – Indicador de direção de vento iluminado
- OBS ACFT em voo de instrução próximo ao AD
- OBS OBST (caixa d'água) ELEV 1882', DIST 844M THR 24 AZM 231

### Outros
- Interavia Táxi Aéreo (Grupo Votorantim)

## Companhias Aéreas
- VASP "Voos Catanduva-São Paulo, Santos, Rio de Janeiro, realizados entre os anos de 1948 a 1959"
- Real Transportes Aéreos "Voos Catanduva- Ribeirão Preto, São Paulo, Curitiba, São José do Rio Preto, Araçatuba, Porecatu e Londrina, e às vezes escalas de aviões procedentes de Goiânia.